# Галберт (Оклахома)
Галберт (англ. Hulbert) — місто (англ. town) в США, в окрузі Черокі штату Оклахома. Населення — 483 особи (2020).

## Географія
Галберт розташований за координатами 35°55′53″ пн. ш. 95°8′37″ зх. д. / 35.93139° пн. ш. 95.14361° зх. д. (35.931483, -95.143695).  За даними Бюро перепису населення США в 2010 році місто мало площу 2,69 км², уся площа — суходіл.

## Демографія
Згідно з переписом 2010 року, у місті мешкало 590 осіб у 228 домогосподарствах у складі 158 родин. Густота населення становила 219 осіб/км².  Було 260 помешкань (97/км²).
Расовий склад населення:
| - 46,3 % — корінних американців - 40,0 % — білих - 0,3 % — чорних або афроамериканців |

До двох чи більше рас належало 13,1 %. Частка іспаномовних становила 4,2 % від усіх жителів.
За віковим діапазоном населення розподілялося таким чином: 31,0 % — особи молодші 18 років, 54,3 % — особи у віці 18—64 років, 14,7 % — особи у віці 65 років та старші. Медіана віку мешканця становила 30,7 року. На 100 осіб жіночої статі у місті припадало 82,7 чоловіків;  на 100 жінок у віці від 18 років та старших — 84,2 чоловіків також старших 18 років.
Середній дохід на одне домашнє господарство  становив 34 672 долари США (медіана — 24 643), а середній дохід на одну сім'ю — 42 027 доларів (медіана — 35 833). За межею бідності перебувало 31,5 % осіб, у тому числі 33,8 % дітей у віці до 18 років та 36,0 % осіб у віці 65 років та старших.
Цивільне працевлаштоване населення становило 235 осіб. Основні галузі зайнятості: освіта, охорона здоров'я та соціальна допомога — 31,9 %, роздрібна торгівля — 12,8 %, будівництво — 10,6 %, публічна адміністрація — 8,9 %.